# Lobatus peruvianus
Lobatus peruvianus is een slakkensoort uit de familie van de Strombidae. De wetenschappelijke naam van de soort is voor het eerst geldig gepubliceerd in 1823 door Swainson.